# Tiq Milan
Tiq Milan es un escritor, orador público, activista y consultor de medios estratégicos estadounidense. Entre sus puestos anteriores se incluyen el de portavoz nacional de GLAAD y estratega senior de medios de comunicación nacionales para GLAAD, y mentor y profesor en el Instituto Hetrick-Martin (una organización juvenil LGBTQ sin fines de lucro en la ciudad de Nueva York). Su defensa, activismo LGBTQ y periodismo han sido reconocidos a nivel nacional.  

## Formación en medios y trabajo de promoción
A través de su trabajo en GLAAD, Milan ha capacitado a nivel nacional a personas defensoras de los derechos de las personas transgénero como CeCe McDonald, Geena Rocero, y participantes de Laverne Cox Presents: The T-Word de MTV para desarrollar mensajes y mejores prácticas para elaborar sus historias y maximizar el impacto. También ha elaborado estrategias con medios de comunicación nacionales sobre cómo informar de manera justa y precisa sobre las personas transgénero. 
Es un portavoz nacional que debate los últimos avances en derechos de las personas transgénero y ha aparecido en Reliable Resources de CNN, The Katie Couric Show, Ronan Farrow Daily de MSNBC, "Civilities" de Steven Petrow, MTV News, NewsNation con Tamron Hall, Out There con Thomas Roberts, y es colaborador habitual de HuffPost Live. 
Milan y su exesposa, Kim Katrin Milan, aparecieron en la edición LOVE de Out. 

## Escritura, cine y televisión
Milan ha escrito para Ebony, BET, PolicyMic, y The New York Times. Es autor colaborador de la antología Trans Bodies, Trans Selves y ex editor en jefe de IKONS Magazine, una revista de cultura pop LGBT. 
Milán documentó su transición en el documental nominado al premio GLAAD, U People and Realness. Ha aparecido en videos en Upworthy, y para la Iniciativa para Hombres y Niños de Color de LGBTQ Funders. Apareció en el reality show de MTV I'm From Rolling Stone, donde compitió por un puesto de editor colaborador en Rolling Stone. 

## Proyectos y campañas
Milan apareció en la campaña mediática nacional, Proyecto Homecoming de Live Out Loud. La campaña envió a personas LGBT exitosas a las escuelas secundarias de sus ciudades natales para compartir conocimientos, experiencias y lecciones aprendidas. Es embajador GLAAD del Día del Espíritu y anima a millones de personas a "vestirse de morado" como muestra de apoyo a la juventud LGBT y a denunciar el acoso escolar. Él y su esposa fueron invitados a la charla de MTV, parte de la campaña más grande "Look Different". 
Tiq, Wade A. Davis y Darnell L. Moore coorganizaron la campaña This Is Luv para promover el amor afirmativo LGBTQ negro y combatir los estereotipos de que las comunidades negras son más homofóbicas que otras comunidades. 

## Trabajo con jóvenes LGBT
Ha estado involucrado en el trabajo con jóvenes LGBT en la ciudad de Nueva York durante la última década. En el Instituto Hetrick-Martin, dirigió el programa de los CDC, Asesoramiento y Servicio Integral de Riesgos, una intervención de prevención del VIH para crear relaciones saludables en torno al sexo y la sexualidad para jóvenes sin hogar homosexuales y transgénero, en situación de vivienda marginal y fuera del hogar. Organizó talleres en torno a la autoestima, la interseccionalidad y la positividad sexual para ayudar a los jóvenes a desarrollar y aumentar su autoconciencia. Ha abogado y capacitado sobre temas LGBT en escuelas secundarias de toda la ciudad de Nueva York, y es un profesor invitado recurrente en el programa MSW del Lehman College para discutir género y sexualidad con trabajadores sociales graduados.

## Premios y reconocimientos
- Líder LGBT negro y pionero en Ebony.com y BET.com
- Su labor para mejorar la vida de las personas trans fue reconocida por la Lista Trans 100.[17]
- Premio Fundadores Audre Lorde de la Coalición Hispana Negra Gay, Boston, Massachusetts.
- Premio Monica Roberts a la Defensa de las Personas Trans Negras, otorgado en la Conferencia de Defensa de las Personas Trans Negras
- Revista DBQ, Lista Loud 100, noviembre/diciembre de 2012.[18]